# De Graff (Ohio)
Pour les articles homonymes, voir De Graff.
De Graff est un village américain situé dans le comté de Logan, dans l’Ohio. Selon le recensement de 2010, sa population est de 1 285 habitants.